# Li (lengtemaat)
Een li (里, pinyin lǐ) is een oude lengtemaat met oorsprong in China. 1 li is  gestandariseerd op 500 meter.
De lengte van de li wisselde gedurende de eeuwen: Tijdens de Qin-dynastie was de li 360 "passen", ongeveer 576 meter. En gedurende de Han-dynastie 415,8 meter. De Qing-dynastie hield voor de li een lengte van 644,65 meter aan. In 1984 ging de Volksrepubliek China over op de meter en de kilometer en daarbij werd de li gestandariseerd op precies 500 meter.